# 아돌프 폰 헨셀트

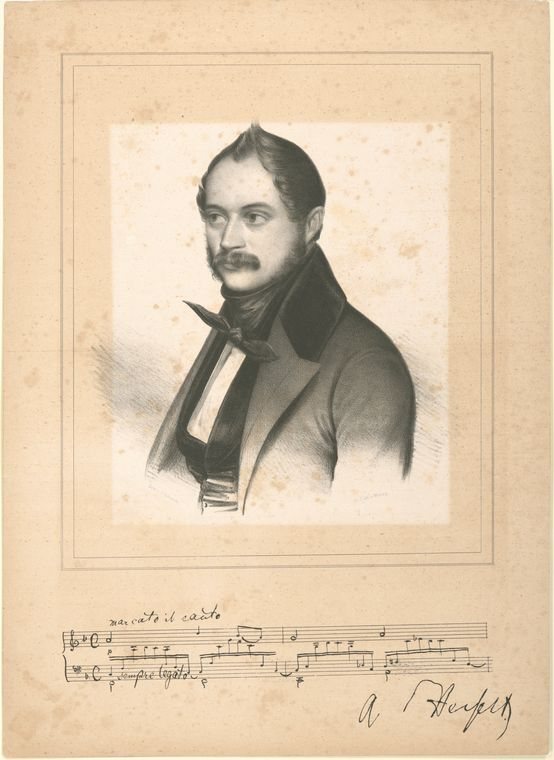

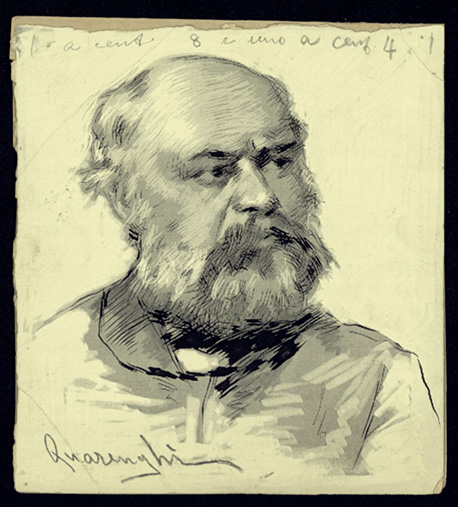

게오르그 마르틴 아돌프 폰 헨셀트(독일어: Georg Martin Adolf von Henselt, 1814년 5월 12일 ~ 1889년 10월 10일)는 독일의 작곡가이자 피아니스트이다.

## 생애
헨셀트는 바이에른주 슈바바흐에서 태어났다. 3세때 바이올린을 배우기 시작하여 5세때 프란츠 단지, 아베 보글러, 요세프 그라에츠에게 작곡을 배웠다. 프란츠 라우스카에게 피아노를 배웠던 요세페 플라드에게 피아노를 배웠다. 그의 첫번째 연주회는 뮌헨의 오데온이었다. 그는 모차르트 C장조 협주곡인 베버 마탄의 사수 주제를 변형한 자유 환상곡인 알레그로와 칼르브레너의 론도를 연주했다. 헨셀트는 1832년에 바이마르에서 몇달동안 요한 네오무크 훔멜과 함께 더 많은 연구를 수행할 재정적 수단을 제공받은 바이에른의 왕 루트비히 1세와 플라드의 영향을 받았다. 그 해 말에 그는 비엔나로 가서 시몬 세흐터에게 작곡을 배우는 것 외에도 연주회 피아니스트로도 성공했다.

## 작품

### 피아노
- 론도 세리오소
- 주제를 위한 변주
- 스케르초
- 즉흥곡
- 꽃노래
- 광시곡

### 관현악
- 피아노 협주곡 F단조 (1847)